# BBC Radio 1 Live in Concert
BBC Radio 1 Live in Concert — концертный альбом шотландской рок-группы Nazareth, вышедший в 1991 году на независимом лейбле Windsong International.

## Об альбоме
Диск записан во время выступления группы для BBC Radio 1 — 8 июня 1972 года и 17 мая 1973 года, в Paris Theatre, Лондон.

## Список композиций
Слова и музыка всех песен — Мэнни Чарлтон, Дэн Маккаферти, Пит Эгнью, Дэрел Свит, кроме отмеченных.
| №                   | Название               | Автор(ы)               | Длительность |
| ------------------- | ---------------------- | ---------------------- | ------------ |
| 1.                  | «Morning Dew»          | Бонни Добсон, Тим Роуз | 7:05         |
| 2.                  | «Alcatraz»             | Леон Расселл           | 3:53         |
| 3.                  | «Vigilante Man»        | Вуди Гатри             | 5:12         |
| 4.                  | «Razamanaz»            |                        | 4:04         |
| 5.                  | «Night Woman»          |                        | 3:26         |
| 6.                  | «Broken Down Angel»    |                        | 4:03         |
| 7.                  | «Country Girl»         |                        | 4:19         |
| 8.                  | «Woke Up This Morning» |                        | 4:40         |
| 9.                  | «Called Her Name»      |                        | 4:19         |
| 10.                 | «Black Hearted Woman»  | Грегг Оллман           | 9:51         |
| Общая длительность: | Общая длительность:    | Общая длительность:    | 51:02        |

## Участники записи
Приведены по сведениям базы данных Discogs.
Nazareth:
- Дэн Маккаферти — вокал
- Мэнни Чарлтон — гитара, бэк-вокал
- Питер Эгнью — бас-гитара, пианино, бэк-вокал
- Дэрел Свит — ударные, перкуссия, бэк-вокал

Технический персонал:
- Джефф Гриффин — музыкальный продюсер
- Джо Мёрфи — координация, компилирование
- Алан Гарднер — аннотация в буклете